# قانون منع الفساد لعام 1906
قانون منع الفساد لعام 1906 (6 Edw.7 c.34) كان بمثابة قانون صادر عن برلمان المملكة المتحدة لبريطانيا العظمى وأيرلندا (كما كان في ذلك الوقت). هو أحد قوانين منع الفساد من 1889 إلى 1916. تم إلغاؤه بموجب قانون الرشوة لعام 2010 .
جعلت المادة 1 من هذه الجريمة (التي كانت تُصنف سابقًا على أنها جنحة) تخضع للسجن لمدة تصل إلى 7 سنوات:
- أن يحصل الوكيل على اعتبار كحافز أو مكافأة مقابل القيام بأي عمل، أو إبداء أي تفضيل أو استياء لأي شخص، فيما يتعلق بشؤون مديره.
- أي شخص أن يأخذ بعين الاعتبار وكيلاً لحثه على القيام بعمل فيما يتعلق بشؤون مديره.
- قيام أي شخص أو وكيل بتزوير الإيصالات أو الحسابات أو المستندات الأخرى عن قصد بهدف خداع المدير.

## الوكيل والمدير
«وكيل» يشمل أي شخص يعمل من قبل أو يتصرف من أجل آخر، و «الرئيسي» يشمل صاحب العمل.
«المدير» هو الشخص الذي يعمل الوكيل أو يتصرف من أجله.  

أي شخص يعمل لحساب الحكومة يعد عميلاً. (S.1 (3))
في عام 2002، مدد الجزء 12 من قانون مكافحة الإرهاب والجريمة والأمن لعام 2001 هذا القانون ليشمل إنجلترا وويلز وأيرلندا الشمالية دولياً بحيث يمكن ممارستها في الحالات التي لا يكون فيها للموكل والمدير صلة بالمملكة المتحدة. تم إجراء تغيير مماثل في اسكتلندا بموجب قانون العدالة الجنائية (اسكتلندا) لعام 2003 .
لا يمكن إقامة دعوى في إنجلترا وويلز بسبب جريمة بموجب هذا القانون دون موافقة النائب العام  الذي يمكنه إيقاف التحقيق الذي يؤدي باتجاه المقاضاة بموجب القانون.

## روابط خارجية
- Text of the Prevention of Corruption Act 1906 Text of the Prevention of Corruption Act 1906
- قائمة التعديلات على هذا القانون في جمهورية أيرلندا ، من كتاب النظام الأساسي الأيرلندي.